# Chlorameisensäurephenylester
Chlorameisensäurephenylester ist eine chemische Verbindung  aus der Stoffgruppe der Chlorameisensäureester, die als Zwischenprodukt zur Herstellung verschiedener Kohlensäure-Derivate dient.

## Darstellung
Chlorameisensäurephenylester erhält man durch Umsetzung von Phenol mit Phosgen in Gegenwart säurebindender Mittel wie beispielsweise Alkalisalzen, tertiären Aminen oder Carbonsäureamiden.

## Chemische Eigenschaften
Chlorameisensäurephenylester gehört zur Gruppe der Chlorameisensäureester, wie auch Chlorameisensäureethylester, Chlorameisensäuremethylester, Chlorameisensäureisopropylester, Chlorameisensäure-n-butylester und Chlorameisensäurebenzylester.

## Verwendung
Chlorameisensäurephenylester dient als Zwischenprodukt bei der Herstellung von den Pflanzenschutzmitteln Amidosulfuron, Buprofezin, Flazasulfuron, Imazosulfuron, Nicosulfuron, Prosulfuron, Pyrazosulfuron,
Rimsulfuron und Thidiazuron sowie für weitere Synthesen.

## Nomenklatur
Der gebräuchliche Name „Chlorameisensäurephenylester“ ist nicht korrekt,  da die Verbindung kein Derivat der Ameisensäure, sondern der Kohlensäure (Kohlensäuremonochlorid und Kohlensäuremonoester) ist.